# Крымсода (волейбольный клуб)
«Крымсода» (укр. «Кримсода») — мужской волейбольный клуб из Красноперекопска. Основан в 1997 году на базе ПАО «Крымский содовый завод», до 2014 года выступал в чемпионате Украины.
ВК «Крымсода» — четырёхкратный серебряный призёр чемпионата Украины (2005/06, 2009/10, 2011/12, 2012/13) и бронзовый призёр в сезоне 2008/09.

## История
Волейбольная команда «Крымсода» создана на базе ПАО «Крымский содовый завод» в 1997 году по инициативе председателя правления К. И. Трандафила. В 1998 году команда стала победителем второй лиги чемпионата Украины, через год выиграла турнир в первой лиге и перешла в дивизион сильнейших.
В сезоне-2005/06 «Крымсода» под руководством своего прежнего капитана и молодого тренера Сергея Скрипки впервые стала серебряным призёром чемпионата Украины и завоевала право представлять страну в Кубке Европейской конфедерации волейбола.
В 2010 году «Крымсода» повторила высшее достижение в чемпионате, а также дошла до финала Кубка Украины. В 2011 году на пост главного тренера был приглашён Евгений Бородаенко, прежний тренер Сергей Скрипка стал его помощником, а игроки команды Алексей Клямар, Александр Жуматий, Андрей Савин, Руслан Шевцов и Виктор Щекалюк в составе студенческой сборной Украины стали серебряными призёрами Всемирной Универсиады в Шэньчжэне. Под руководством Бородаенко крымчане в двух чемпионатах Украины подряд финишировали вторыми, уступая в борьбе за золото харьковскому «Локомотиву». Перед сезоном-2013/14 команду покинула большая группа игроков (Владимир Ковальчук, Сергей Павленко, Юрий Петунин, Константин Жилинский, Дмитрий Мищук, Вячеслав Панкратенков, Валентин Бурковский), новым главным тренером стал Виталий Осипов. Значительно обновлённая «Крымсода» не смогла попасть в призёры чемпионата Украины, заняв 4-е место на финальном турнире в Полтаве и Харькове.
17 июня 2014 года Федерации волейбола Крыма и Севастополя вошли в состав Всероссийской федерации волейбола, в августе и сентябре игроки «Крымсоды» Александр Кузнецов и Евгений Суслов сыграли на финальных этапах чемпионата и Кубка России по пляжному волейболу. В сезоне-2014/15 «Крымсода» принимает участие в чемпионате Крыма.  

## Состав в сезоне-2013/14
| №                       | Имя                     | Год рождения            | Рост                    |                         |                         |
| Центральные блокирующие | Центральные блокирующие | Центральные блокирующие | Центральные блокирующие | Центральные блокирующие | Центральные блокирующие |
| ----------------------- | ----------------------- | ----------------------- | ----------------------- | ----------------------- | ----------------------- |
| 3                       | Сергей Ерёменко         | 1994                    | 204                     |                         |                         |
| 4                       | Артём Беспалов          | 1985                    | 200                     |                         |                         |
| 10                      | Роман Добрица           | 1983                    | 202                     |                         |                         |
| Связующие               |                         |                         |                         |                         |                         |
| 1                       | Игорь Коваликов         | 1995                    | 196                     |                         |                         |
| 17                      | Александр Дмитриев      | 1987                    | 198                     |                         |                         |
| Диагональные            |                         |                         |                         |                         |                         |
| 5                       | Александр Жуматий       | 1988                    | 195                     |                         |                         |
| 9                       | Виталий Бондарь         | 1988                    | 198                     |                         |                         |

| №                               | Имя                    | Год рождения | Рост        |             |             |
| Доигровщики                     | Доигровщики            | Доигровщики  | Доигровщики | Доигровщики | Доигровщики |
| ------------------------------- | ---------------------- | ------------ | ----------- | ----------- | ----------- |
| 7                               | Дмитрий Шоркин         | 1989         | 190         |             |             |
| 8                               | Александр Мирошниченко | 1995         | 204         |             |             |
| 13                              | Александр Кузнецов     | 1993         | 202         |             |             |
| 14                              | Евгений Кисилюк        | 1995         | 195         |             |             |
| Либеро                          |                        |              |             |             |             |
| 2                               | Сергей Попов           | 1991         | 187         |             |             |
| 16                              | Роман Приходько        | 1985         | 194         |             |             |
| Главный тренер — Виталий Осипов |                        |              |             |             |             |
| Тренер — Виктор Волк            |                        |              |             |             |             |

## Результаты выступлений

### Чемпионат Украины
| - 1997/98 — вторая лига, 1-е место - 1998/99 — первая лига, 1-е место - 1999/00 — высшая лига - 2000/01 — высшая лига - 2001/02 — высшая лига, 2-е место - 2002/03 — Суперлига, 7-е место | - 2003/04 — Суперлига, 7-е место - 2004/05 — Суперлига, 7-е место - 2005/06 — Суперлига, 2-е место - 2006/07 — Суперлига, 4-е место - 2007/08 — Суперлига, 5-е место - 2008/09 — Суперлига, 3-е место | - 2009/10 — Суперлига, 2-е место - 2010/11 — Суперлига, 4-е место - 2011/12 — Суперлига, 2-е место - 2012/13 — Суперлига, 2-е место - 2013/14 — Суперлига, 4-е место |

### Еврокубки
- 2006/07 — Кубок ЕКВ, квалификация
- 2010/11 — Кубок вызова, 2-й раунд
- 2012/13 — Кубок ЕКВ, 1/8 финала
- 2013/14 — Кубок ЕКВ, 1/16 финала; Кубок вызова, 1/16 финала

## Достижения
- Серебряный призёр чемпионата Украины (4): 2005/06, 2009/10, 2011/12, 2012/13
- Бронзовый призёр чемпионата Украины (1): 2008/09
- Финалист Кубка Украины (2): 2009, 2012
- Бронзовый призёр Кубка Украины (1): 2011

## Арена
- Спортивный комплекс «Спортарена», введён в строй в 1999 году. Вместимость зала — 350 зрителей.